# Antonio Merloni Group
Antonio Merloni S.p.A. är en italiensk industrikoncern. Bolaget startades av Aristide Merloni på 1930-talet och tillverkade då vågar. 1966 började bolaget tillverka hushållsprodukter under varumärket Ariston. 1968 startades tillverkningen av tvättmaskiner under namnet ARDO Merloni. En strid inom ägarfamiljen ledde till splittringen i två bolag: Merloni Elettrodomestici (idag Indesit) som drevs av tre bröder och ICEM ägt av Antonio Merloni. ICEM gick samman med ARDO 1982 och bildade Antonio Merloni. Bolaget började tillverka kylskåp, frysar, diskmaskiner och torktumlare.
Mellan åren 2000 och 2010 ägdes Asko Appliances av Antonio Merloni Group.

## Källa
- Antonio Merloni Domestic Appliances